# Victor-Emile Michelet
Victor-Emile Michelet (Nantes, 1 december 1861 - Parijs, 12 januari 1938) was een Franse schrijver, occultist, mysticus, martinist.

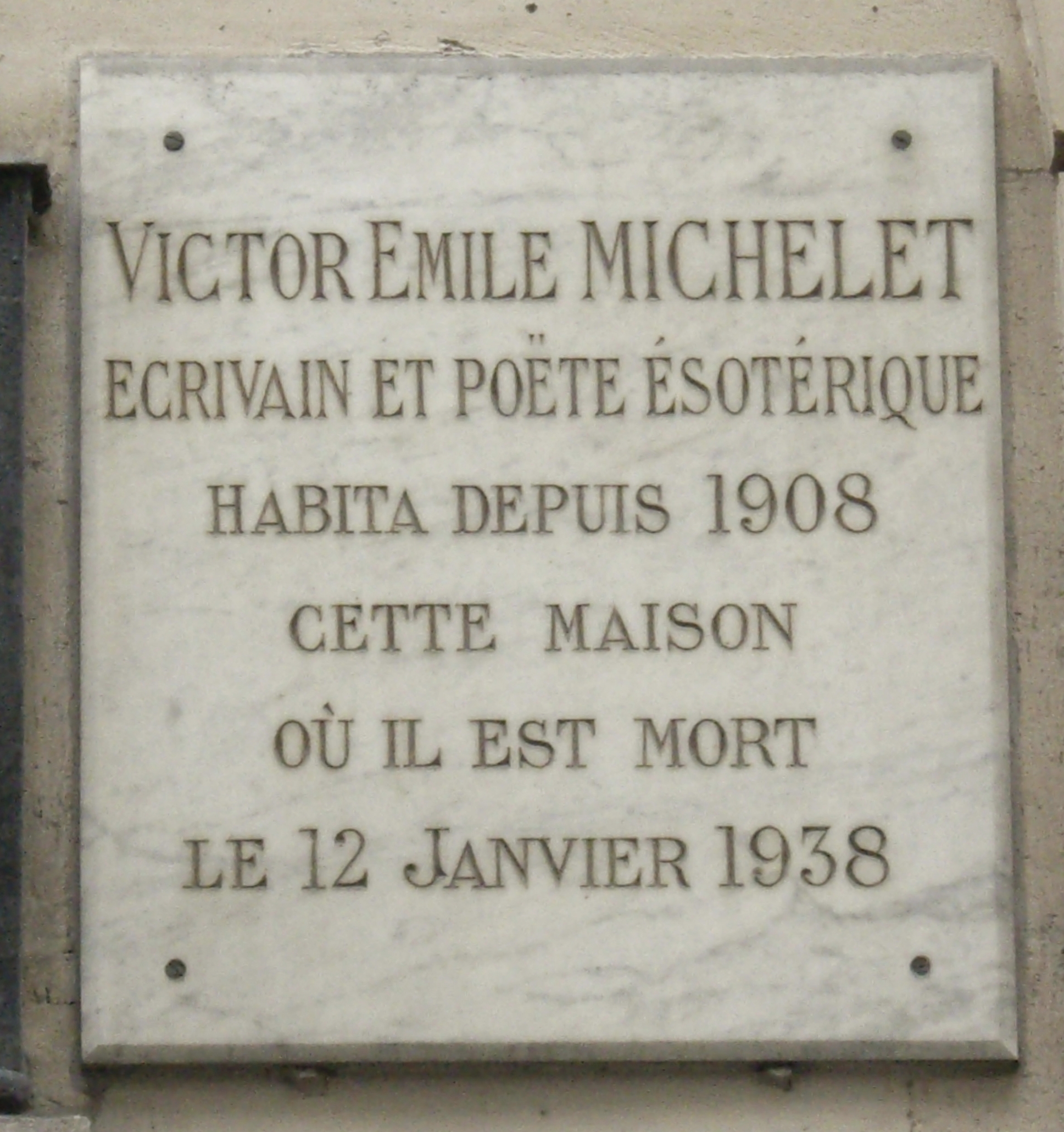
Gedenkplaat op het woonhuis van Victor-Émile Michelet, 26 rue Monsieur-le-Prince, Paris 6

Michelet was een opmerkelijke schrijver, gepassioneerd door poëzie en esoterisme. Hij schreef gedichten, verhalen en toneelstukken. Al zijn werken zijn, op enkele uitzonderingen na, een uiting van occulte filosofie en magie.
In 1900 kreeg hij erkenning voor zijn werken. Hij ontving voor zijn eerste twee boeken, een prijs van de Académie française. De Sully-Prudhommeprijs ontving hij voor zijn dichtbundel : La Porte d'or. In 1931 ontving hij de prijs voor poëzie Petitdidier, waaraan een prijs verbonden was van 12.000 Frank.
Michelet was een mysticus. Hij hechtte groot belang aan het symbolisme in zijn teksten. Hij was bevriend met vele grote schrijvers uit zijn tijd en oefende belangrijke functies uit binnen de literaire wereld.
In 1879 was hij reeds erelid van het literaire tijdschrift Le Parnasse. In 1910 was hij President van de Société de Poésie. Enkele jaren later, in 1921 werd hij President van de Société Baudelaire. 
In 1931 werd hij Lid van de Conseil de la Maison de la Poésie en hij was Deken van de Academie des Poètes in 1932.
Michelet was tevens erepresident van de Société des Poètes Français en Ridder in het Franse Legioen van Eer.

## Michelet en het Martinisme
Michelet was een belangrijke, zeer actieve figuur in de martinistenorde.
Toen in 1889 Stanislas de Guaita en Joséphin Péladan, bijgestaan door Papus (Gerard Encausse) en Julien Lejay l’Ordre Kabbalistique de La Rose-Croix oprichtten werd Michelet lid van de Raad van Twaalf.
In 1891 werd de eerste Opperraad gehouden. Toen Maurice Barrès en Joséphin Péladan de Opperraad verlieten, werden Michelet en Marc Haven als leden benoemd.
Michelet was voorzitter van de loge Velleda in Parijs. In deze loge stond de studie van het symbolisme voorop.
Hij schreef verscheidene artikelen in het tijdschrift Le Voile d'Isis en was een prima spreker. In de Groupe Indépendant d'Etudes Esotériques, opgericht door Papus, gaf hij verscheidene voordrachten. Zijn eerste werken werden gepubliceerd door de uitgeverij La Bibliothèque du Merveilleux.
Tijdens de Eerste Wereldoorlog waren de leden van de martinistenorde over het ganse land verspreid. De martinistenorde was toen weinig actief. Na de dood van Papus in 1916 was het bijna onmogelijk om een nieuwe grootmeester te verkiezen. Enkele leden hadden getracht het bestuur van de orde voor zich op te eisen. Augustin Chaboseau die met deze gang van zaken niet akkoord ging, bracht in 1931, de nog levende leden van de eerste Opperraad bijeen. Chaboseau werd tot nieuwe Grootmeester verkozen, doch hij gaf deze functie door aan Michelet. In april 1932 werd hij tot Grootmeester benoemd.
Tevens werd, in 1931, de naam L’Ordre Martiniste gewijzigd in L'Ordre Martiniste Traditionel.
Onder het meesterschap van Michelet bleef de orde zeer discreet werken.

## Michelet als sleutelgetuige van de artistieke en esoterische beweging rond 1900
Enkele maanden voor zijn dood, in 1937, publiceerde Michelet een boek Les Compagnons de le Hiérophanie waarin hij zijn herinneringen neerschreef over een aantal belangrijke personen, waarvan hij de meeste als goede vrienden had gekend, zoals o.a. Papus, Alexandre Saint-Yves d'Alveydre, Stanislas de Guaita, Paul Sédir, Joséphin Péladan, François-Charles Barlet (Albert Faucheux), Paul Adam, Stéphane Mallarmé, Félicien Rops, Claude Debussy, Erik Satie, Odilon Redon, Albert Poisson, Meester Philippe, Albert Jounet, Villiers de L'Isle-Adam, Marc Haven, enz.  Dit boek is een getuigenis over het occultisme en de symbolistische kunst tijdens de belle époque.

## Werken

### Boeken
- La porte d'or - gedichten
- Les portes d'airain, suivies de Le coeur d'Alcyone
- L'espoir merveilleux - gedichten
- Le tombeau d'Hélène - gedichten
- Introduction à la vie ardente - gedichten
- La descente de Vénus aux enfers (facsimile van het manuscript van de auteur)
- L'ésotérisme dans l'art
- Contes aventureux
- Contes surhumains, met frontispice van Auguste Rodin
- Contes et récits de la mer et de la cité. Récits marins à relents de varech.
- Florizel et Perdita - toneelstuk
- Villiers de l'Isle-Adam
- Maufra, peintre et graveur
- L'après-midi des poètes
- Figures d'évocateurs
- L'amour et la magie - 1908
- Le Secret de la Chevalerie - 1928
- Promenade aux jardins des esprits et des formes - 1934
- Deux poëmes télétiques (I - La tête d'Orphée, II - L'internel jugement) - 1936
- Théâtre, tome I
- Les Compagnons de le Hiérophanie – 1937

### Vertaalde boeken
- El Secreto de Las Ordenes de Caballeria (Spaans)
- Superhuman Tales (Engels)

### Artikelen, verschenen inle Voile d’Isis
- De l'ésotérisme dans l'Art - 1923
- L'oeuvre de Magie - 1924
- Genèse de l'Amour - 1924
- L'oeuvre d'Amour - 1924
- Le Talisman rêvé - 1924
- Le Pouvoir de lier - 1924
- Barlet causeur - 1924
- Le Secret des Pierres précieuses - 1924
- Connaître qui l'on aime - 1924
- Préface du livre de P.Chacornac sur Eliphas Levi - 1925
- Sédir occultiste - 1926
- Les Inspirés d'Elie-Artiste - 1927
- La descente de Vénus aux Enfers - 1927
- Au centre des douze gemmes - 1929
- Templiers et Assacis - 1929
- Andzia de Wolska - 1929

- Biblioteca Nacional de España: XX859408
- Bibliothèque nationale de France: cb119160235 (data)
- Gemeinsame Normdatei: 121167445
- International Standard Name Identifier: 0000 0001 1621 0510
- Library of Congress Control Number: no2009131290
- Base Léonore: 19800035/560/63801
- Nationale Bibliotheek van Tsjechië: xx0134383
- Nationale Bibliotheek van Israël: 987007341754605171
- Nederlandse Thesaurus van Auteursnamen: 072306920
- Système universitaire de documentation: 027028585
- Virtual International Authority File: 36922129
- WorldCat: E39PBJfmk3JCY44MXHPqWyGvHC